# Neu Gaarz
Neu Gaarz – dzielnica gminy Jabel w Niemczech, w kraju związkowym Meklemburgia-Pomorze Przednie, w powiecie Mecklenburgische Seenplatte, w Związku Gmin Seenlandschaft Waren. Do 31 grudnia 2014 samodzielna gmina.